# Uovo danzante

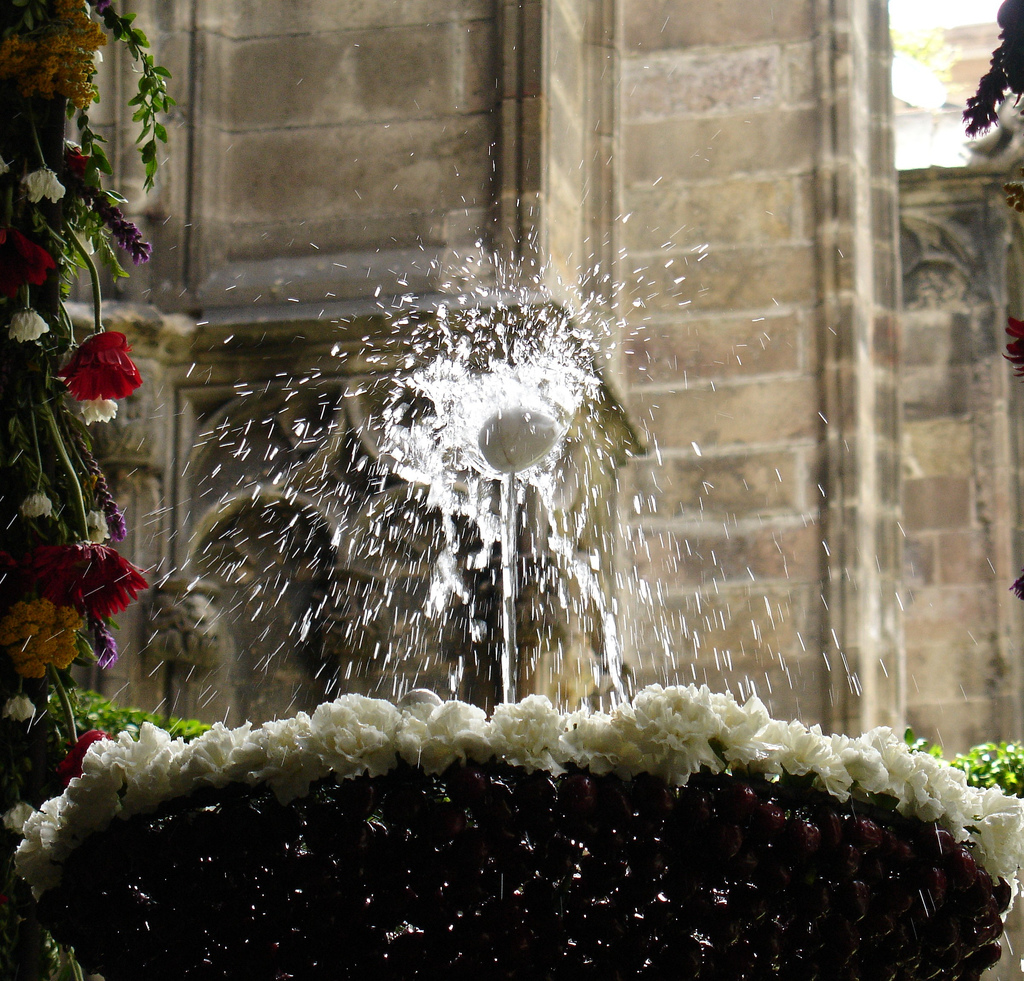
Un uovo danzante nel chiostro della Cattedrale di Barcellona

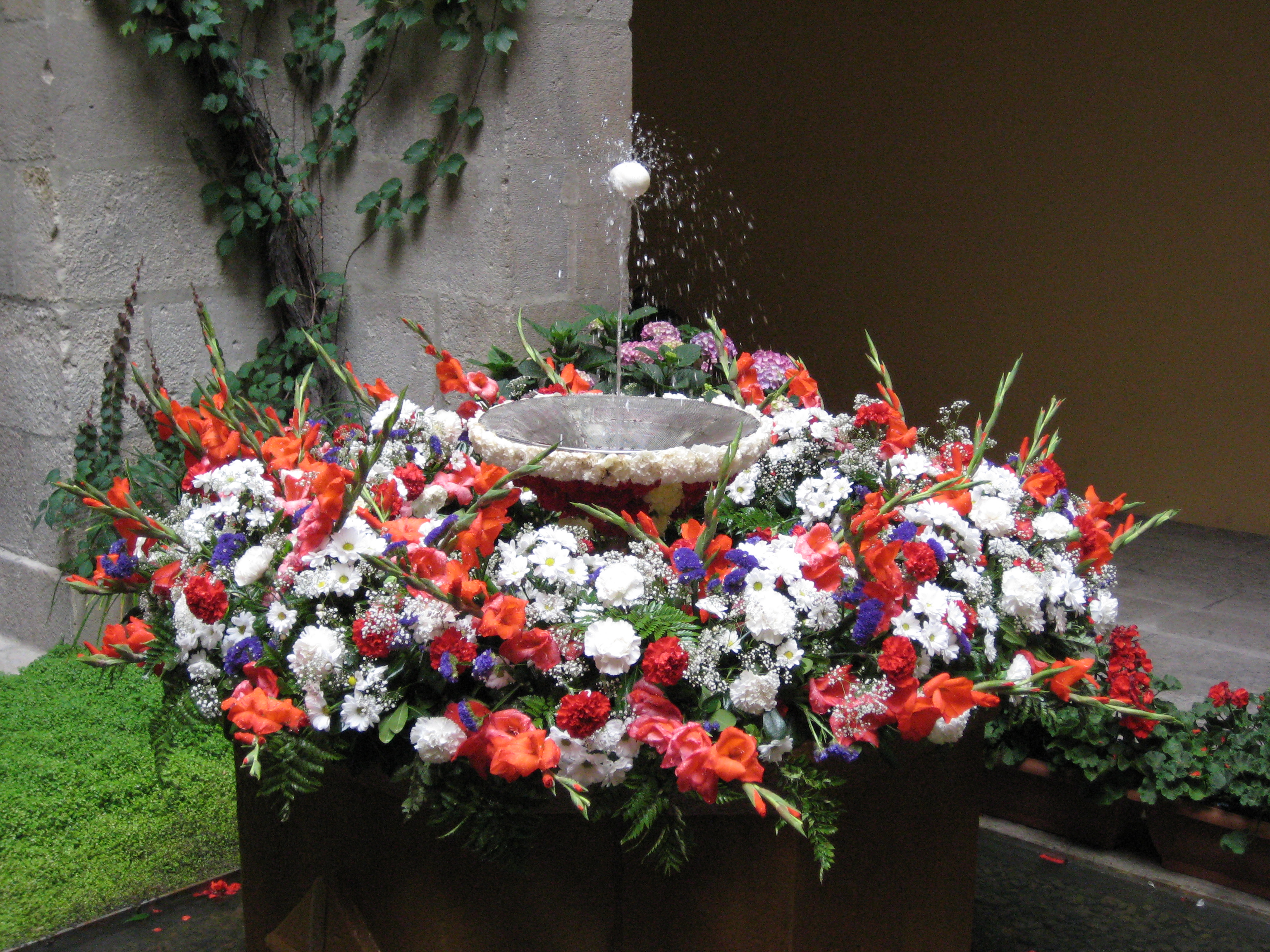
Un uovo danzante presso l'Archivio Generale della Corona di Aragona

L'Uovo danzante (in catalano Ou com balla) è un'antica tradizione che si svolge in diverse città della Catalogna durante la festa del Corpus Domini.

## Storia
La tradizione dell'Uovo danzante risale almeno al 1440 quando si hanno le prime testimonianze del fatto che un uovo era stato sospeso nel getto verticale della fontana del chiostro della Cattedrale di Barcellona.
Per permettere all'uovo di rimanere sospeso sul getto d'acqua, è necessario svuotarlo praticando un piccolo foro, che viene poi  coperto con la cera. Una volta posizionato sopra il getto d'acqua di una fontana, l'uovo inizia a girare come se danzasse. Generalmente le fontane in cui si pone l'uovo danzante vengono decorate con fiori in modo da impedire all’uovo di rompersi in caso di caduta, perché sarebbe un segno di sfortuna.

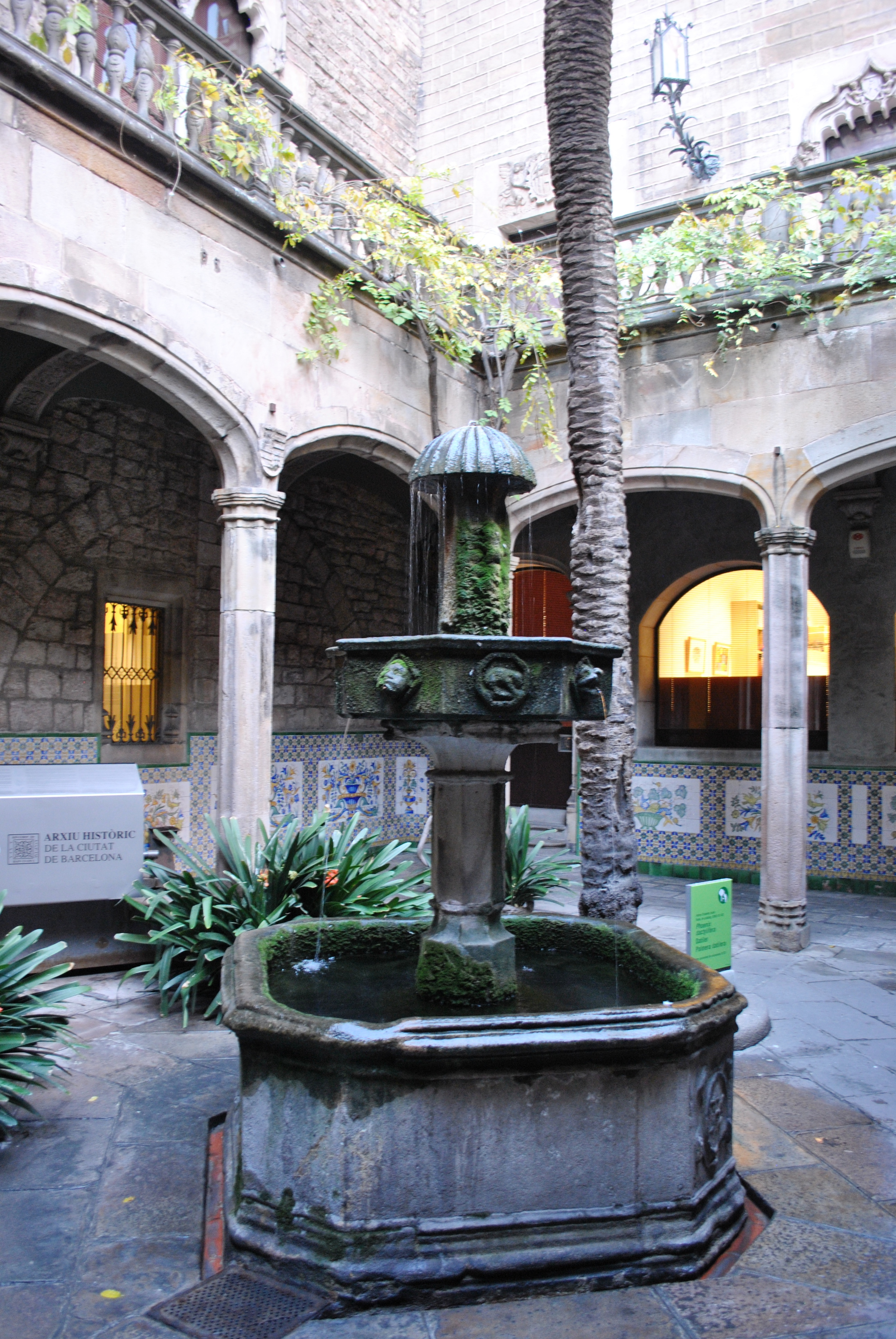
Patio della Casa de l'Ardiaca

Dalla Cattedrale, la tradizione si diffuse al patio della vicina Casa de l'Ardiaca e da lì in molti altri cortili del centro di Barcellona e, più recentemente, anche in altre città e paesi della Catalogna.

## Esempi moderni
Oltre che nella Cattedrale e nella Casa de l'Ardiaca, a Barcellona un uovo danzante viene posto in diversi luoghi tra cui l'Ateneu Barcelonès, il Museu Marítim, l'Archivio Generale della Corona d'Aragona nel Palau del Lloctinent, la Reial Academia Catalana de Belles Arts de San Jordi, il Museo Frederic Marès, il Monastero di Pedralbes, e il Museo di storia di Barcellona.